# Phytoseius pesidiumii
Phytoseius pesidiumii är en spindeldjursart som beskrevs av Nassar och Kandeel 1983. Phytoseius pesidiumii ingår i släktet Phytoseius och familjen Phytoseiidae. Inga underarter finns listade i Catalogue of Life.